# Gyachung Kang
Gyachung Kang je planina u Mahalangur Himalajima, podlancu Himalaja, i najveći je vrh između Cho Oyu (8,201 m) i Mount Everesta (8,848 m). 
Planina se nalazi na granici Nepala i Tibeta i visoka je 7,952 metra. 
Gyachung Kang je 15. vrhu na svijetu po visini i najviši vrh koji nema 8,000 metara. 
Na vrh planine su se prvi popeli 10. travnja 1964. japanci Y. Kato, K. Sakaizawa i Pasang Phutar, a drugi dan K. Machida i K. Yasuhisa.
Po sjevernoj strani se je prva popela slovenska ekspedicija 1999., što je 2002. ponovio Yasushi Yamanoi.